# جام ملت‌های آسیا ۲۰۲۷
جام ملت‌های آسیا ۲۰۲۷ نوزدهمین دوره جام ملت‌های آسیا است، مسابقات چهارساله بین‌المللی فوتبال مردان آسیا که توسط کنفدراسیون فوتبال آسیا (اِی‌اِف‌سی) برگزار می‌شود. این مسابقات پس از افزایش تیم‌ها در سال ۲۰۱۹ با حضور ۲۴ تیم ملی در ۶ گروه ۴ تیمی از ۷ ژانویه تا ۵ فوریه ۲۰۲۷ به میزبانی عربستان سعودی برگزار خواهد شد.
این مسابقات پس از اینکه تورنمنت ۲۰۲۳ به دلیل حذف چین از میزبانی و دمای بالای تابستان قطر در سال ۲۰۲۴ برگزار شد، به چرخه معمول چهارساله خود باز خواهد گشت.
قطر دو بار مدافع عنوان قهرمانی است.

## انتخاب میزبان
کنفدراسیون فوتبال آسیا آخرین مهلت برای ارسال اظهار علاقه برای میزبانی این رقابت‌ها را تاریخ ۳۱ مارس سال ۲۰۲۰ میلادی اعلام کرده بود، ولی به علت همه‌گیری، کروناویروس این تاریخ تا ۳۰ ژوئن سال ۲۰۲۰ میلادی تمدید شد، که سرانجام در این تاریخ کشورهای ایران، ازبکستان، هند، قطر و عربستان از سوی کنفدراسیون فوتبال آسیا کاندیدهای میزبانی این رقابت‌ها اعلام شدند. کنفدراسیون فوتبال آسیا آخرین زمان برای دریافت و تکمیل اسناد و تعهدنامه میزبانی برای نامزدهای میزبانی این رقابت‌ها را ۳۰ اکتبر سال ۲۰۲۰ میلادی تعین کرد؛ که سرانجام کنفدراسیون فوتبال آسیا اعلام کرد، نامه مربوط به تعهدنامه‌های لازم را از هر پنج فدراسیون فوتبال نامزد را دریافت کرده‌است.
علاوه بر این، فدراسیون‌ها ملزم به ارائه کتابچه پیشنهادی مربوط به کشور خود، موافقت‌ها و توضیحات شهر میزبان، موافقت‌های ورزشگاه و وبگاه رسمی آموزش تا ۱۸ دسامبر سال ۲۰۲۰ به کنفدراسیون فوتبال آسیا خواهد بود؛ که کشورهای ایران، قطر، عربستان و هند کتابچه پیشنهادی خود را تقدیم کردند، اما کشور ازبکستان در این مرحله به صورت رسمی انصراف داد.
کشور ایران هم در روز ۱۷ اکتبر ۲۰۲۲ از میزبانی جام ملت‌های آسیا انصراف داد.
در روز ۵ دسامبر ۲۰۲۲ فدراسیون فوتبال هند هم از میزبانی این بازی‌ها انصراف داد و در پایان کنفدراسیون فوتبال آسیا کشور عربستان را به عنوان میزبان جام ملت‌های آسیا ۲۰۲۷ انتخاب کرد.

تیم‌های راه یافته
تیم هایی که هنوز روند صعود آنها مشخص نشده است
تیم هایی که موفق به کسب سهمیه نشدند
عضو AFC نیست

## تیم‌های راه‌یافته
دو دور اول مقدماتی به عنوان بخشی از مرحله مقدماتی جام جهانی ۲۰۲۶ برای جام جهانی فوتبال ۲۰۲۶. عربستان سعودی که به صورت مستقیم جواز حضور در جام ملت‌های آسیا را به عنوان میزبان دریافت کرده‌است، قرار است در مسابقات مقدماتی جام جهانی ۲۰۲۶ نیز شرکت کند. تیم ملی فوتبال جزایر ماریانای شمالی، که اتحادیه فوتبالش در سی امین کنگره کنفدراسیون در ۹ دسامبر ۲۰۲۰، چهل و هفتمین عضو کامل AFC شد. فقط واجد شرایط حضور در مسابقات مقدماتی جام ملت‌های آسیا هستند.

### تیم‌های راه یافته
| تیم               | نحوهٔ راه‌یابی                | تاریخ راه‌یابی | تعداد حضور | آخرین حضور | بهترین عملکرد در گذشته           |
| ----------------- | --------------------------- | ------------- | ---------- | ---------- | -------------------------------- |
| عربستان سعودی     | میزبان                      | ۵ دسامبر ۲۰۲۲ | ۱۲ بار     | ۲۰۲۳       | قهرمانی (۱۹۸۴, ۱۹۸۸, ۱۹۹۶)       |
| ایران             | دور دوم گروه E-دو تیم برتر  | ۲۶ مارس ۲۰۲۴  | ۱۶ بار     | ۲۰۲۳       | قهرمانی (۱۹۶۸, ۱۹۷۲, ۱۹۷۶)       |
| استرالیا          | دور دوم گروه I-دو تیم برتر  | ۲۶ مارس ۲۰۲۴  | ۶ بار      | ۲۰۲۳       | قهرمانی (۲۰۱۵)                   |
| امارات متحدهٔ عربی | دور دوم گروه H-دو تیم برتر  | ۲۶ مارس ۲۰۲۴  | ۱۲ بار     | ۲۰۲۳       | نایب قهرمانی (۱۹۹۶)              |
| ازبکستان          | دور دوم گروه E-دو تیم برتر  | ۲۶ مارس ۲۰۲۴  | ۹ بار      | ۲۰۲۳       | چهارمی (۲۰۱۱)                    |
| عراق              | دور دوم گروه F-دو تیم برتر  | ۲۶ مارس ۲۰۲۴  | ۱۱ بار     | ۲۰۲۳       | قهرمانی (۲۰۰۷)                   |
| قطر               | دور دوم گروه A-دو تیم برتر  | ۲۶ مارس ۲۰۲۴  | ۱۲ بار     | ۲۰۲۳       | قهرمانی (۲۰۱۹, ۲۰۲۳)             |
| فلسطین            | دور دوم گروه I- دو تیم برتر | ۸ ژوئن ۲۰۲۴   | ۳ بار      | ۲۰۲۳       | ۱/۸ پایانی (۲۰۲۳)                |
| ژاپن              | دور دوم گروه B-دو تیم برتر  | ۲ آوریل ۲۰۲۴  | ۱۱ بار     | ۲۰۲۳       | قهرمانی (۱۹۹۲, ۲۰۰۰, ۲۰۰۴, ۲۰۱۱) |
| کرهٔ جنوبی         | دور دوم گروه C-دو تیم برتر  | ۶ ژوئن ۲۰۲۴   | ۱۶ بار     | ۲۰۲۳       | قهرمانی (۱۹۵۶, ۱۹۶۰)             |
| عمان              | دور دوم گروه D-دو تیم برتر  | ۶ ژوئن ۲۰۲۴   | ۶ بار      | ۲۰۲۳       | ۱/۸ پایانی (۲۰۱۹)                |
| بحرین             | دور دوم گروه H-دو تیم برتر  | ۶ ژوئن ۲۰۲۴   | ۸ بار      | ۲۰۲۳       | چهارمی (۲۰۰۴)                    |
| اردن              | دور دوم گروه G-دو تیم برتر  | ۶ ژوئن ۲۰۲۴   | ۶ بار      | ۲۰۲۳       | نایب قهرمانی (۲۰۲۳)              |
| چین               | دور دوم گروه C-دو تیم برتر  | ۱۱ ژوئن ۲۰۲۴  | ۱۴ بار     | ۲۰۲۳       | نایب قهرمانی (۱۹۸۴، ۲۰۰۴)        |
| اندونزی           | دور دوم گروه F-دو تیم برتر  | ۱۱ ژوئن ۲۰۲۴  | ۶ بار      | ۲۰۲۳       | ۱/۸ پایانی (۲۰۲۳)                |
| کرهٔ شمالی         | دور دوم گروه B-دو تیم برتر  | ۱۱ ژوئن ۲۰۲۴  | ۶ بار      | ۲۰۱۹       | چهارمی (۱۹۸۰)                    |
| کویت              | دور دوم گروه A-دو تیم برتر  | ۱۱ ژوئن ۲۰۲۴  | ۱۱ بار     | ۲۰۱۵       | قهرمانی (۱۹۸۰)                   |
| قرقیزستان         | دور دوم گروه D-دو تیم برتر  | ۱۱ ژوئن ۲۰۲۴  | ۳ بار      | ۲۰۲۳       | ۱/۸ پایانی (۲۰۱۹)                |

## ورزشگاه‌ها
شهرهای میزبان و مکان‌های انتخاب شده برای مناقصه عربستان سعودی به شرح زیر است:
| ریاض                         | ریاض                          | ریاض                         | ریاض                          |
| ---------------------------- | ----------------------------- | ---------------------------- | ----------------------------- |
| ورزشگاه ملک فهد              | ورزشگاه دانشگاه ملک سعود      | ورزشگاه امیر فیصل بن فهد     | ورزشگاه شاهزاده محمد بن سلمان |
| ظرفیت: ۹۲٬۰۰۰ (بعد از گسترش) | ظرفیت: ۲۵٬۰۰۰                 | ظرفیت: ۴۴٬۵۰۰ (بعد از گسترش) | ظرفیت: ۴۰٬۰۰۰ (جدید)          |
|                              |                               |                              |                               |
| ریاض                         | خبردمامجدهریاض ·              | خبردمامجدهریاض ·             | خبردمامجدهریاض ·              |
| ورزشگاه جدید مربع            | خبردمامجدهریاض ·              | خبردمامجدهریاض ·             | خبردمامجدهریاض ·              |
| ظرفیت: ۴۵٬۰۰۰ (جدید)         | خبردمامجدهریاض ·              | خبردمامجدهریاض ·             | خبردمامجدهریاض ·              |
|                              | خبردمامجدهریاض ·              | خبردمامجدهریاض ·             | خبردمامجدهریاض ·              |
| جده                          | خبردمامجدهریاض ·              | خبردمامجدهریاض ·             | خبردمامجدهریاض ·              |
| شهر ورزشی ملک عبدالله        | خبردمامجدهریاض ·              | خبردمامجدهریاض ·             | خبردمامجدهریاض ·              |
| ظرفیت: ۶۵٬۰۰۰                | خبردمامجدهریاض ·              | خبردمامجدهریاض ·             | خبردمامجدهریاض ·              |
|                              | خبردمامجدهریاض ·              | خبردمامجدهریاض ·             | خبردمامجدهریاض ·              |
| جده                          | دمام                          | دمام                         | خبر                           |
| ورزشگاه امیر عبدالله الفیصل  | ورزشگاه امیر محمد بن فهد      | ورزشگاه دمام                 | ورزشگاه شاهزاده سعود بن جلاوی |
| ظرفیت: ۲۷٬۰۰۰ (بعد از گسترش) | ظرفیت: ۲۵٬۲۲۶ (بعد از نوسازی) | ظرفیت: ۴۰٬۰۰۰ (جدید)         | ظرفیت: ۲۴٬۴۴۰ (بعد از گسترش)  |
|                              |                               |                              |                               |